# Бонифаций I (маркграф Тосканы)
Бонифаций I (Бонифацио I; итал. Bonifacio I di Toscana; умер ранее 5 октября 823) — граф Лукки в 812 году, наместник Итальянского королевства в 810 году; родоначальник династии Бонифациев.

## Биография

### Правление
Бонифаций I был родом из Баварии, что зафиксировано в акте, датированным 5 октября 823 года, который подтверждает избрание его дочери аббатисой монастыря Санти-Бенедетто-и-Схоластика в Лукке.
После смерти короля Пипина в 810 году император Карл Великий на некоторое время назначил Бонифация I наместником Итальянского королевства. Он был графом Лукки (впервые упомянут с этим титулом в марте 812 года). Однако при этом Бонифаций I контролировал большинство графств в долине реки Арно: Пиза, Пистойя, Вольтерра и Луни. Из-за этого он часто называется первым маркграфом Тосканы, но в официальных документах он с этим титулом не упоминается.
Бонифаций I умер ранее 5 октября 823 года. Ему наследовал его старший сын Бонифаций II.

### Семья
Имя жены Бонифация I неизвестно. Дети:
- Бонифаций II (ум. после 838), граф Лукки
- Бернардо (Берхар) (ум. после 828), граф
- Рихильда (ум. после 5 октября 823), аббатиса монастыря Санти-Бенедетто-и-Схоластика в Лукке.